# Gianluca Fais
Gianluca Fais detto Vittorio (Siamanna, 31 luglio 1981) è un fantino italiano.

## Carriera
La carriera di Fais nel mondo delle corse inizia nel settembre 2000, quando disputa il Palio degli scudieri ad Asti alla vigilia del Palio vero e proprio. Il giorno dopo arriva a sorpresa l'esordio nella finale della corsa astigiana, in sostituzione di Destino, infortunatosi durante la batteria eliminatoria.
Dopo questo inizio, Fais continua la sua formazione nell'ambiente delle corse in ippodromo (dove riesce ad aggiudicarsi il premio "frustino d'oro") e delle corse a pelo sarde, vincendo il Palio di Fonni e ottenendo buoni risultati al Palio del Goceano.
A fine 2004 arriva una chiamata da Asti: il Comune di Castell'Alfero, reduce da tre anni di delusioni, scommette su di lui per il Palio di Asti del 2005. Su una pista resa pesante dalla pioggia, il fantino sardo è autore di una corsa impeccabile che lo porta in finale grazie ad un secondo posto conquistato in extremis dietro al cavallo scosso di Nizza, mettendo in riga fantini del calibro di Trecciolino e del Pesse.
In seguito a questa brillante prestazione, Fais aumenta gradualmente le sue presenze nei Palii e nelle corse d'addestramento. Nel 2006 arrivano le prime soddisfazioni: ottiene numerosi buoni piazzamenti in vari Palii, corre 4 batterie alla tratta del Palio di Siena vincendone 2, e diventa il fantino ufficiale della Contrada della Lupa.
Il 2007 è invece iniziato in chiaroscuro: dopo una brillante prestazione alle corse pre - palio di Fucecchio, è stato ingaggiato dalla Nobile Contrada Porta Bernarda,  per il Palio della città toscana, ma non è riuscito a ripetersi a causa dell'azione di disturbo operata da Spirito, fantino della rivale Porta Raimonda, posizionato proprio accanto a lui dietro al canapo.
Nel Palio del 2 luglio 2007 ha esordito a Siena per la Contrada della Lupa: dopo una buona partenza, però, la sua corsa si è conclusa al secondo Casato, dove è caduto per uno scivolone del cavallo.

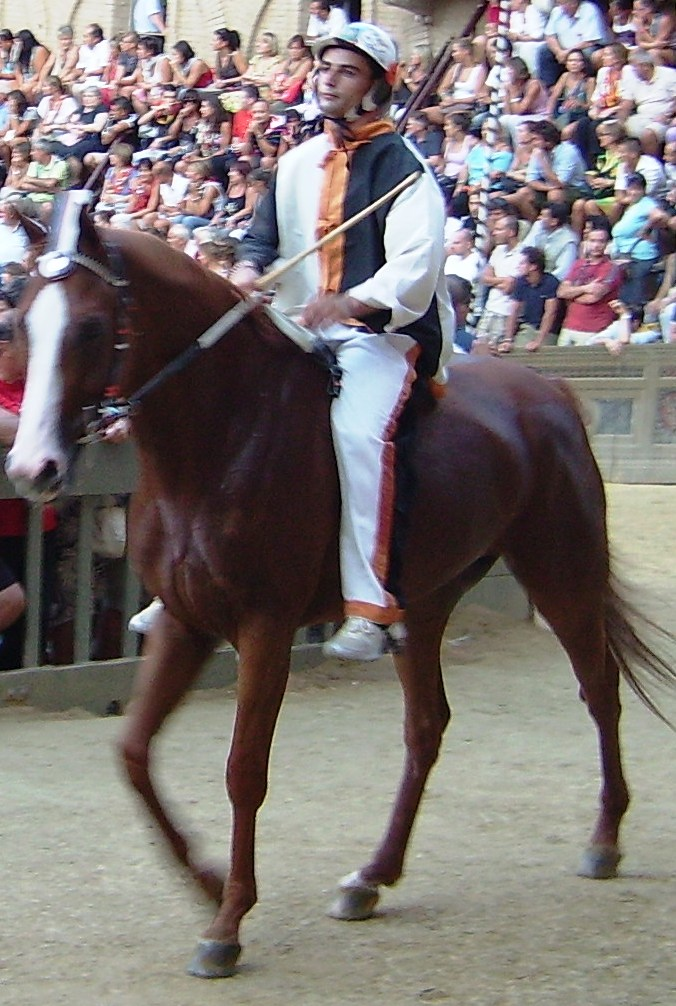
Vittorio con i colori della Lupa nel 2009

Alla Segnatura dei fantini, gli è stato assegnato dalla Contrada il soprannome di Vittorio, in ricordo del Capitano della Contrada, oggi scomparso, Vittorio Beneforti, Capitano due volte vittorioso per il rione di Vallerozzi. A inizio carriera, Fais era stato soprannominato Zigomo per la sua abitudine di cavalcare tenendo il viso appoggiato al collo del cavallo.
All'esordio al Palio di Siena è seguita la vittoria al Palio del Valdarno il 22 luglio 2007.
Nel Palio di Siena del 16 agosto 2007 ha corso nuovamente per i colori della Lupa, ma la sua corsa è terminata al primo San Martino con una rovinosa caduta multipla (oltre alla Lupa sono rimasti coinvolti anche la Chiocciola e il Drago), dopo una partenza a centro gruppo. Il periodo sfortunato di Fais è proseguito anche al Palio di Asti in cui, pur montando il fortissimo Metacomet, ha rimediato un'inaspettata eliminazione in batteria.
Il 2008 è invece iniziato in ripresa, con la vittoria al Palio di Buti per la Contrada San Nicolao. Poco tempo dopo arriva secondo al Palio di Fucecchio, battuto da Silvano Mulas per una questione di centimetri. Nello stesso anno ha vinto su Shik Shock per la contrada di Rivellino il palio di Casole d'Elsa dopo una corsa condotta in testa dall'inizio alla fine. Questa serie di brillanti prestazioni però si interrompe al Palio di Asti: durante la batteria eliminatoria, mentre rimonta per qualificarsi alla finale il fantino di Montechiaro, Pampero, si tuffa dal proprio cavallo, cercando così di agevolarne la corsa. L'unico risultato di questa mossa è uno spaventoso incidente per Fais, che era proprio di fianco all'accoppiata montechiarese e non può far nulla per evitare di cadere a propria volta: sbalzato da cavallo, cade di testa, rimanendo per qualche ora in stato confusionale. In più la cavalla Linda, dopo l'incidente, inizia a correre contromano a batteria ancora in corso, creando un enorme rischio per gli altri concorrenti.
La stagione paliesca del 2009 si apre con un successo per Vittorio. Il 25 gennaio ha infatti nuovamente portato la contrada San Nicolao al successo nel Palio di Buti. Corre anche a Fucecchio, in un Palio dai tempi lunghissimi, al punto che, quando si parte, la visibilità in pista è scarsissima. Dopo due ottime prestazioni al Palio di Siena per la Lupa, (in cui si mette in luce infliggendo due parate a Trecciolino, che corre per la rivale Istrice) Fais prosegue il sodalizio con Castell'Alfero al Palio di Asti ma purtroppo, dopo aver superato senza problemi la batteria eliminatoria, in finale la cavalla Green Spirit rimedia un gravissimo infortunio ad una zampa, che ne comporta l'abbattimento nonostante il tentativo di salvarla.
Al contrario del 2009, il 2010 non è un'annata troppo positiva. Viene chiamato a correre il Palio di Siena del 2 luglio dalla Contrada della Giraffa. Monta la cavalla Lampante, alla sua seconda esperienza in Piazza del Campo. La carriera non finisce molto felicemente. Nonostante una partenza bruciante che lo porta a lottare per il primo posto, alla prima curva di San Martino, il Fais è già inghiottito dal gruppo degli inseguitori. Al secondo Casato viene coinvolto in un'ammucchiata provocata dal cavallo scosso del Leocorno, dove viene coinvolta pure l'Aquila e così "Vittorio" finisce sul tufo. A settembre si riscatta, vincendo il Palio di Asti per il Borgo Tanaro Trincere Torrazzo con il cavallo Rocco.
Nel 2011, Vittorio torna a Siena per la carriera del 2 luglio, quando la Contrada della Lupa gli offre ancora una volta la possibilità di montare. Con il cavallo Elfo di Montalbo, soggetto esperto e da lui allenato, è autore di una partenza mediocre. Durante la corsa viene penalizzato anche dall'insistente attacco dell'avversaria Istrice. Realizza perciò un palio incolore, cadendo all'ultima curva di San Martino. Il momento negativo prosegue anche ad Asti, dove si infortuna durante le prove, costringendo così la dirigenza tanarina a sostituirlo con Alberto Ricceri, giunto poi secondo.
Nel 2012 non corre né a Siena né ad Asti. A settembre vince il Palio di Santa Croce di Oristano.

## Presenze al Palio di Siena
| Palio          | Contrada | Cavallo          | Note   |
| -------------- | -------- | ---------------- | ------ |
| 2 luglio 2007  | Lupa     | Estremo Oriente  | scosso |
| 16 agosto 2007 | Lupa     | Favella          | scosso |
| 2 luglio 2009  | Lupa     | Giove deus       |        |
| 16 agosto 2009 | Lupa     | Gammede          |        |
| 2 luglio 2010  | Giraffa  | Lampante         | scosso |
| 2 luglio 2011  | Lupa     | Elfo di Montalbo | scosso |

## Presenze agli altri Palii

### Palio di Asti
| Palio | Rione, Borgo, Comune     | Cavallo                           | Piazzamento e premio         | Note                                                         |
| ----- | ------------------------ | --------------------------------- | ---------------------------- | ------------------------------------------------------------ |
| 2000  | Borgo Viatosto           | Peperina (Bella Ostessa) (scossa) | 3° (Speroni)                 | Sostituisce l'infortunato Giuseppe Ortu                      |
| 2005  | Comune di Castell'Alfero | Golden Eagle                      | 8° (Acciuga)                 | Finale a 8 cavalli per l'esclusione di Nizza                 |
| 2006  | Comune di Castell'Alfero | Pipperone                         | 4° (Gallo)                   | Finale a 8 cavalli per l'esclusione di Montechiaro           |
| 2007  | Comune di Castell'Alfero | Metacomet (Questo)                | Eliminato in batteria        |                                                              |
| 2008  | Comune di Castell'Alfero | Linda (Aneres) (scossa)           | Eliminato in batteria        |                                                              |
| 2009  | Comune di Castell'Alfero | Green Spirit (Madrina)            | In finale (non classificato) |                                                              |
| 2010  | Tanaro Trincere Torrazzo | Chamtuck (Rocco)                  | 1° (Palio)                   |                                                              |
| 2013  | Borgo Don Bosco          | Antemide                          | 8°                           |                                                              |
| 2014  | Borgo Don Bosco          | Tacito da Clodia                  | Eliminato in batteria        |                                                              |
| 2015  | Borgo Don Bosco          | Bellu Biund                       | Eliminato in batteria        |                                                              |
| 2016  | Borgo Don Bosco          | Robberto                          | 7°                           |                                                              |
| 2019  | Comune di Castell'Alfero | Qui Pro Quo                       | 2°                           | Palio Straordinario: Corsa secca tra i 7 Comuni partecipanti |
| 2022  | Comune di Castell'Alfero | Vanadio da Clodia                 | Eliminato in batteria        |                                                              |

### Palio di Castiglion Fiorentino
| Palio | Terziere         | Cavallo         | Piazzamento |
| ----- | ---------------- | --------------- | ----------- |
| 2006  | Porta Fiorentina | Debellante      | 4°          |
| 2007  | Porta Fiorentina | Diamante Grigio | 2°          |

### Palio di Fucecchio
| Palio          | Contrada           | Cavallo           | Piazzamento           | Note |
| -------------- | ------------------ | ----------------- | --------------------- | ---- |
| 20 maggio 2007 | Porta Bernarda     | Internos (scosso) | Eliminato in batteria |      |
| 18 maggio 2008 | Massarella         | Ganosu            | 2°                    |      |
| 19 maggio 2009 | Massarella         | Merlino Sauro     | 4°                    |      |
| 23 maggio 2010 | Massarella         | Nanbo King        | 5°                    |      |
| 22 maggio 2011 | Porta Raimonda     | Ganosu            | 5°                    |      |
| 23 maggio 2016 | Contrada Querciola | Osvaldo           | 8°                    |      |

## Riepilogo vittorie
- Palio di Asti: 1 vittoria (2010)
- Palio del Valdarno: 1 vittoria (2007)
- Palio di Buti: 2 vittorie (2008 e 2009)
- Palio di Fonni: 3 vittorie (2004, 2018, 2024)
- Palio di Casole d'Elsa: 1 vittoria (2008)